# Куприянов, Алексей Иванович (Герой Советского Союза)
Алексе́й Ива́нович Куприя́нов (20 августа 1914, с. Подгорное, Саратовский уезд, Саратовская губерния — 7 августа 1957, Николаев) — Герой Советского Союза, старшина второй статьи, автоматчик 384-го отдельного батальона морской пехоты Одесской военно-морской базы.

## Биография
Родился в посёлке Подгорное Саратовского уезда Саратовской губернии в крестьянской семье. Окончил три класса, в 1929 году начал работать на Саратовском лесозаводе, после работал матросом, затем рулевым на пароходе «Клим Ворошилов» и баркасе «Саратов». Был призван в Красную Армию в 1935 году, служил на Тихоокеанском флоте; окончив школу рулевых, был командиром отделения рулевых в 1-й бригаде траления (1935—1939), затем на подводной лодке 495 (1939—1941), на ледоколе «Серго Орджоникидзе» (1941—1942).

### Участие в Великой Отечественной войне
С 8 марта 1942 года — командир отделения автоматчиков 384-го отдельного батальона морской пехоты на Черноморском флоте. Сражался в составе войск Южного, Крымского, Северо-Кавказского, 4-го и 3-го Украинских фронтов. Принимал участие в обороне Севастополя, Новороссийска, освобождении Кавказа, Крыма и Украины.
В боях 14—16 марта уничтожил 4 офицеров и 18 солдат противника, действуя в том числе в тылу врага и при разведке минных полей. 1 апреля 1944 года был награждён орденом Славы 3-й степени.
В марте 1944 года время боёв за освобождение города Николаева вошёл в состав десантной группы 384-го отдельного батальона морской пехоты под командованием старшего лейтенанта Константина Фёдоровича Ольшанского. В течение двух суток отряд из 68 морских пехотинцев отбил 18 атак неприятеля, уничтожил около 700 гитлеровских солдат и офицеров, потеряв при этом 57 советских бойцов. В этой десантной операции А. И. Куприянов получил тяжёлое ранение, по поводу которого находился на лечении в одесском госпитале до конца августа, затем продолжил служить в Одессе.
Указом Президиума Верховного Совета СССР от 20 апреля 1945 года за образцовое выполнение боевых заданий командования на фронте борьбы с немецкими захватчиками и проявленные при этом отвагу и геройство старшине 2-й статьи Алексею Ивановичу Куприянову было присвоено звание Героя Советского Союза с вручением ордена Ленина и медали «Золотая Звезда» (№ 5900).

### Послевоенное время
С мая 1945 года служил в должности старшины отделения рулевых отряда быстроходных десантных барж Новороссийской военно-морской базы, в июле 1945 года был зачислен на сверхсрочную службу на 10 лет. Уволился в запас в 1956 году, жил в Николаеве. Умер 7 августа 1957 года. Похоронен в Николаеве.

## Награды
- орден Славы 3-й степени (1.4.1944)[3];
- медаль «За оборону Севастополя»;
- звание Героя Советского Союза (20.4.1945)[4]:
  - медаль «Золотая Звезда»
  - орден Ленина;
- медаль «За боевые заслуги» (10.11.1945) — за безупречную и долгосрочную службу[6][7].

## Память
- Памятник в сквере имени 68-ми десантников в городе Николаеве.
- Мемориальный гранитный камень с памятной надписью в посёлке Октябрьский.
- Именем А. И. Куприянова названа улица в городе Саратове.